# 299777 Tanyastreeter
299777 Tanyastreeter este o planetă minoră (asteroid) din centura de asteroizi. A fost descoperită pe 21 septembrie 2006 la  de Vincenzo Silvano Casulli⁠(d) și a fost numită după Tanya Streeter⁠(d). 
Obiectul prezintă o orbită caracterizată de o semiaxă mare de 2,9328149926284 UAi, o excentricitate de 0,093181839280079, o înclinație de 0,96767904313702 ° în raport cu ecliptica.